# Richard Cribb
Richard Cribb (* 28. November 1970 in Christchurch) ist ein Badmintonspieler von der Norfolkinsel. 

## Karriere
Richard Cribb repräsentierte seinen Verband bei den Commonwealth Games 2014, wo er in allen vier möglichen Disziplinen antrat. Mit dem Team wurde er in der Vorrunde Gruppenletzter. Im Doppel belegte er Rang 17, im Mixed und im Einzel Rang 33.